# Adam LeFevre
Adam LeFevre, né le 11 août 1950 à Albany, est un acteur américain.

## Filmographie

### Cinéma
- 1979 : Return of the Secaucus 7 (en) : J. T.
- 1990 : Le Bûcher des vanités : Rawlie Thorpe
- 1993 : Mr. Wonderful : Kevin Klassic
- 1993 : Philadelphia : le mari de Jill
- 1994 : Tel est pris qui croyait prendre : Gary Chasseur
- 1994 : Only You : Damon Bradley
- 1996 : Beautiful Girls : Victor
- 1996 : Un divan à New York : le patron du restaurant
- 1997 : Un Indien à New York : Morrison
- 1998 : Les Joueurs : Sean Frye
- 1999 : La Musique de mon cœur : M. Klein
- 2000 : Tu peux compter sur moi : le shérif Darryl
- 2001 : L.I.E. : Elliot
- 2001 : Cœurs perdus en Atlantide : Don Bilderman
- 2002 : Séduction en mode mineur : Phil
- 2004 : Un crime dans la tête : Healy
- 2004 : Le Prince de Greenwich Village : Monty
- 2005 : Hitch, expert en séduction : Présentateur Speed Dating
- 2005 : 12 and Holding : Gabe Artunion
- 2006 : Arthur et les Minimoys : Davido (voix)
- 2007 : Invasion : Richard Lenk
- 2007 : Day Zero de Bryan Gunnar Cole
- 2008 : L'Amour de l'or : Gary
- 2009 : Adam : M. Wardlow
- 2009 : Hôtel Woodstock : Dave
- 2010 : Trop belle ! : M. Kettner
- 2010 : Le Chasseur de primes : Edmund
- 2010 : Fair Game : Karl Rove
- 2011 : Margaret : Rob
- 2012 : The Lucky One : le juge Clayton
- 2013 : The Lifeguard : Hans
- 2015 : The Program : Jeffrey Tillotson
- 2015 : Free Love : Don Bennett
- 2019 : Ode to Joy
- 2025 : Sunfish (& Other Stories on Green Lake) de Sierra Falconer : Bruce

### Télévision
- 1987 : Equalizer (série télévisée, saison 3 épisode 5) : Foster
- 1987 : À nous deux, Manhattan (mini-série) : Jumbo Booker
- 1990 : New York, police judiciaire (saison 1, épisode 4) : le barman
- 1991 : New York, police judiciaire (saison 2, épisode 7) : Kelley
- 1992 : New York, police judiciaire (saison 3, épisode 6) : Dr. Helman
- 1998 : New York, police judiciaire (saison 8, épisode 16) : David Harrigan
- 1999 : La Tempête du siècle (mini-série) : Ferd Andrews
- 1999 : New York 911 (série télévisée, saison 1 épisode 7) : Tony Rossetti
- 2000 : New York, unité spéciale (saison 1, épisode 18) : le principal
- 2000 : New York, police judiciaire (saison 10, épisode 10) : Barry Clayton
- 2001 : New York, unité spéciale (saison 2, épisode 18) : chef de la police Walker
- 2001 : Un bébé pas comme les autres (téléfilm) : Chris Hytner
- 2001 : Ed (série télévisée, saison 2 épisode 9) : Tom LaMere
- 2002 : New York, section criminelle (saison 1, épisode 21) : Toby Windemere
- 2003 : New York, unité spéciale (saison 4, épisode 18) : David Platt
- 2004 : New York, police judiciaire (saison 15, épisode 11) : Dr. Evodius Peters
- 2005 : Rescue Me : Les Héros du 11 septembre (série télévisée, saison 2 épisode 5) : Don Kleinman
- 2005 : New York, unité spéciale (saison 7, épisode 11) : Ray Monaghan
- 2009 : New York, police judiciaire (saison 19, épisode 9) : Peter Belanger
- 2011 : Person of Interest (série télévisée, saison 1 épisode 6) : Anthony Talbott
- 2012 : The Good Wife (série télévisée, saison 4 épisode 1) : le juge Kakissis
- 2012 : Elementary (série télévisée, saison 1 épisode 6) : Ed Hairston
- 2014 : The Leftovers (série télévisée, saison 1 épisode 1) : Mike